# Kaşlıca, Yüreğir
Kaşlıca là một xã thuộc huyện Yüreğir, tỉnh Adana, Thổ Nhĩ Kỳ. Dân số thời điểm năm 2009 là 546 người.